# Драпей, Анатолий Агафьевич
Анатолий Агафьевич Драпей (1 мая 1921, Кагарлыкский район, Киевская губерния — 29 марта 1978, Киев) — советский пловец, тренер, судья.

## Биография
Родился 1 мая 1921 года в Кагарлыкском районе Киевской области (сейчас часть Обуховского района).
Участвовал в Великой Отечественной войне.
В 1949 году окончил Киевский институт физической культуры.
Выступал в соревнованиях по плаванию за киевские «Буревестник» и «Спартак». Тренировался под началом И. В. Вржесневского.
Пять раз становился чемпионом СССР: дважды в эстафете 4х200 метров вольным стилем (1948—1949), по разу — на дистанции 100 метров вольным стилем (1948), 200 метров вольным стилем (1949) и в комбинированной эстафете 3х100 метров (1948). Был 108-кратным рекордсменом Украинской ССР в плавании вольным стилем, рекордсменом СССР, Европы и мира.
Мастер спорта СССР (1948).
С 1950 года был тренером-преподавателем Киевского ГИФКа, в 1975—1978 годах — тренером киевского «Спартака». Подготовил около 20 мастеров спорта, в том числе олимпийского чемпиона 1980 года Сергея Красюка и чемпиона Европы среди юниоров 1973 года Леонида Драгунова.
Заслуженный тренер Украинской ССР (1980).
Был арбитром соревнований по плаванию. Судья республиканской категории (1952).
Умер 29 марта 1978 года в Киеве.